# Agii Theodori
Agii Theodori (griechisch Άγιοι Θεόδωροι (m. pl.)) ist eine Stadt mit knapp 5000 Einwohnern in der griechischen Region Peloponnes. Sie befindet sich nordöstlich des Kanals von Korinth an der Küste des Saronischen Golfs ca. 20 km östlich der Stadt Korinth und ca. 60 km südwestlich der griechischen Hauptstadt Athen.
Agii Theodori war bis 2010 eine eigenständige Gemeinde in der Präfektur Korinthia – ab 1994 als Stadtgemeinde (dimos) – und wurde zum 1. Januar 2011 mit der westlichen Nachbarstadt Loutraki zur Gemeinde Loutraki-Perachora-Agii Theodori fusioniert, wo sie seither einen Gemeindebezirk bildet.
Agii Theodori besitzt einen Bahnhof an der Eisenbahnstrecke Athen-Korinth sowie eine Autobahnanschlussstelle an die Autobahn 8 (Athen-Korinth).

## Geologie
In der Umgebung von Agii Theodorii befindet sich das Vulkangebiet Sousaki mit zahlreichen, hydrothermal veränderten Gesteinen und mit aktiven Gasaustritten Mofetten.